# لويز كسينيه غرافيمز
كانت لويز كسينيه غرافيمز (1786- 30 أكتوبر/تشرين الأول 1852) ضابطة، وقد شاركت في الحرب (1812-1815) مع نابيلون وحصلت على عدة  رتب في الجيش، منها:رتبة الضابط والرقيب والرائد. عاشت في سانت بطرسبرغ منذ عام 1817 حيث كان لها أنشطة تتعلق بأعمالها الخاصة.

## السيرة الحياتية

### نشأتها وإمتهانها العسكري
ولدت لويز عام 1786على الأرجح في مدينة هاناو في بروسيا بعائلة يهودية من الجواهرجية، وسميت عند ولادتها استير مانوا ولكنها اعتنقت المسيحية عند بلوغها 19 عامًا وأصبح اسمها لويز، وهكذا دُون اسمها في التاريخ. تزوجت بعد ذلك رجلًا يُدعى غرافيمز والذي كان يعمل صبيًا بورشة صناعة المجوهرات. لم يدون التاريخ اسم زوج لويز، ولكنه بالنظر إلى الاسم يبدو إنه لوثري؛ لأن معظم أتباع كنيسة لوثر في ألمانيا لُقبوا بألقاب لاتينية بعد حركة الإصلاح الديني. عاشت لويز مع زوجها في فولدا، وأنجبت العائلة ابنة في عام 1806وبعدها في عام 1808 رُزقوا بابن. لم يمر كثيرًا على ولادة الابن حتى غادر زوج لويز-وهو ألماني ووطني متعصب يسعى جاهدًا للنضال من أجل استقلال بلده- عائلته ذاهبًا إلى روسيا حيث انضم إلى كتيبة الفرسان الرمَّاحة الروسية كمتطوع. عندما كان يطارد الجيش الروسي قوات نابليون، دخل الأراضي البروسية وحينها قررت لويز ترك أطفالها عند أقاربها للتطوع في الجيش البروسي حتى تقابل زوجها. قررت الانضمام لفرقة الفرسان ذوات الرماح مثل زوجها ولكن الرغبة في الانضمام لم تكن كافية، فعلى المتطوع للفرقة العسكرية أن يكون في كامل الهيئة بالزي الرسمي والأسلحة. كان هناك العديد من المتطوعين في المدن والمجتمعات المحلية من ينضم إلى الجيش، وآخرين يتطوعون بشراء الزي والأسلحة. كانت تكلفة الأسلحة والثياب للجنود المشاة أقل منها للفرسان والذي كانت تعد مبالغ ضخمة حينها. بينما تبحث لويز عن من يتطوع لشراء الخيل والأسلحة والدرع، لجأت إلى الأميرة ماريا آنا- زوجة الأمير ويلهلم شقيق الملك فريدريك وليام الثالث. كان لطلب لويز نتائجه المرجوة حيث أعطتها الأميرة الأموال اللازمة. انضمت لويزغرافيمز إلى الفرقة البروسية الثانية من فرسان الميلشيات العسكرية في كونيغسبرغ وعمدتها يُدعى هيرمان. زحف الجيش البروسي إلى عاصمة فرنسا في مطلع عام 1814 وكانت الفرقة العسكرية التي التحق بها آل غرافيمز ذاهبة إلى عاصمة فرنسا عبر طريق هولندا، وخلال هذه الحملة أعتقلت لويز غرافيمز ضباطًا وستة جنود من العدو، وقد مُنحت وسام الصليب الحديدي تقديرًا لما حققته. عبرت لويز وفرقتها العسكرية فرنسا بنجاح متجهين إلى باريس. في يوم 29 مارس/آذار عام 1814 وبينما كانت تدخل القوات الحليفة فرنسا في خط عسكري بجانب الفرسان البروسية، رأت لويز زوجها بغتة وملأتها مشاعر جمة من الغبطة والسعادة، ولكن كانت مفاجأة الجنود المحيطة بهم أكبر وهم يشاهدون فارس بروسي يحتضن فارس روسي أخر ويقبله وهو يتنهد بأنفاس سريعة وسط شوارع باريس. تقرر منح معاش للأفراد المشاركة في الحرب بتاريخ مارس/آذار من عام 1816 بعد انتهاء الحملات الموجهة على نابليون، ولكن تقاعدت لويز فعليًا في أغسطس/آب من العام نفسه، واستلمت لويز معاش قدره 2 تالر في الشهر وهذا هو المعاش الذي يُصرف عادتًا لجنود الجيش البروسي والرُتب الأقل. كان هذا المعاش بالنسبة إلى لويز التي اعتبرت نفسها بطلة من أبطال حرب 1813-1815يساويها بالجنود العادية، الأمر الذي حط من طموحها. كانت 2 تالر في الشهر تؤمن للويز حياة متواضعة للغاية وبالكاد تكفي لسد غائلة الجوع، ولكن فشلت جميع محاولاتها مع بروسيا لزيادة المعاش. سمعت لويز أنه بقدروها التقدم لطلب معاش زوجها المتوفي في خدمة روسيا كرقيب في الجيش. تلقت لويز أخر معاش لها في بروسيا في أواخر مارس/آذار، وبعدها انتقلت للعيش في سانت بطرسبرغ وطلبت تحويل معاشها إلى روسيا. عاشوا أبناء لويز تقريبًا في برلين وفولدا، غيرمعروف تحديدًا أين تركت لويز أبنائها عندما رحلت، ولكنها لم تعد إلى بروسيا مطلقًا وظلت في روسيا حتى أواخر أيامها.

### حياتها في سانت بطرسبرغ
تزوجت لويز للمرة الثانية في ريغا عندما ذهبت لسانت بطرسبرغ من رجل ألماني لوثري ولد في مدينة كولونيا (في ولاية شمال الراين وستفاليا) مشهور بعمله في تجليد الكتب ويُدعى يوهان كورنيليوس كسينيك. اشترت فندقا يقع على طريق بيترهوف المقابل لهولندا الجديدة وكان كثيرا ما يعج بحصص الرقص التي يحضرها العديد من الناس والذي لم يُذكر تمامًا من قبل في أي من المطبوعات. يقع الفندق الأحمر على بعد سبعة كيلومترات من بداية طريق بيترهوف على الضفة اليسرى للنهر الأحمر ولهذا أُطُلِق عليه هذا الاسم.
تقع المدرسة في المبنى الذي قد شُيد في مطلع القرن الثامن عشر للقيصر بطرس الأكبرعندما كان في طريقه إلى استرلينا وبيترهوف. اُلتقطت صورة واحد فقط لهذا النزل في 1907 وللمبنى كذلك الذي هُدم مباشرة بعد الثورة عام 1919.
قالت لويز: " لدي رغبة واحدة في الحياة وهي ألا أدفن تحت الأرض."، وقد قِيل أن رغبتها تحققت. ذيعت أسطورة بين السكان القدامى لمدافن فولكوف تقول أن لويز كسينيه دُفنت فوق الرض- حيث عُلق الناووس الزنكي بسلاسل. لا يمكن تأكيد أو دحض ما قِيل لأن قبرها لم يُترك كما قيل في الأسطور ولا يوجد كذلك أي رسومات أو صور لقبرها.
كانت حفيدتها من الجيل الثالث ممثلة سوفيتية مشهورة تُدعي تاتيانا بيليتسكايا.

## حقائق مثيرة للاهتمام
يجب أن أقول إن لويز غرافيمز لم تكن المرأة الوحيدة التي أخفت جنسها وخاضت الحرب، قاتلت جنبًا إلى جنب مع الرجال. تاريخيا، 22 من المرأة الألمانية، بطلة حرب 1813-1815.